# Bultfontéinite
La bultfontéinite est un minéral de la classe des silicates (sous-classe des nésosubsilicates). De composition Ca2SiO2(OH)3F, elle peut présenter des traces de B, Al, Na et P.

## Inventeur et étymologie
La bultfontéinite a été décrite en 1932 par Parry, J., A.F. Williams, et F.E. Wright; elle fut nommée ainsi d'après sa localité-type : la mine Bultfontein en Afrique du Sud.

## Topotype
- Bultfontein (État-Libre, Afrique du Sud)[2]
- Les échantillons de référence sont déposés à l'Université de Cambridge au Royaume-Uni ainsi qu'au Musée d'histoire naturelle de Londres.

## Cristallographie
- Paramètres de la maille conventionnelle : a = 10,99 Å, b = 8,18 Å, c = 5,67 Å, α = 93,95 °, β = 91,32 °, γ = 89,85 °, Z = 4, V = 508,38 Å3
- Densité calculée = 2,74

## Cristallochimie
- La bultfontéinite fait partie d'un groupe de minéraux isostructuraux : le groupe de l'afwillite.

### Groupe de l'afwillite
- Afwillite : Ca3Si2O4(OH)6, P 21; 2
- Bultfontéinite : Ca2SiO2(OH)3F, {\displaystyle P{\bar {1}}}; {\displaystyle {\bar {1}}}
- Hatrurite : Ca3SiO5, R 3m; 3m
- Jasmundite (it) : Ca11(SiO4)4O2S, {\displaystyle I{\bar {4}}2m}; {\displaystyle {\bar {4}}2m}

## Gîtologie
- La bultfontéinite se trouve dans des fragments de schiste argileux dans des cheminées de kimberlite (Afrique du Sud);
- Elle se trouve également dans du calcaire métamorphisé (États-Unis)

### Minéraux associés
- calcite, apophyllite, natrolite (Afrique du Sud) ;
- afwillite, scawtite (en) (États-Unis) ;
- oyélite (it), scawtite, xonotlite (en) (Japon).

## Habitus
La bultfontéinite se trouve sous la forme de cristaux aciculaires radiés ou prismatiques et en sphérules radiés, pouvant atteindre 2 centimètres.

## Gisements remarquables
Afrique du Sud
- Wessels Mine (Kalahari manganese fields, Cap-du-Nord)[3]
- N'chwaning Mine I et II (Kuruman, Kalahari manganese fields, Cap-du-Nord)[4]
- Bultfontein (État-Libre)[2]

 Australie
- Chesney Vale (Victoria)

 États-Unis
- Carrière Crestmore (Crestmore, Comté de Riverside, Californie)[5]
- Franklin Mine (Franklin, Franklin Mining District, Comté de Sussex, New Jersey)[6]

 Israël
- Hatrurim Formation (Néguev)[7]

 Russie
- Verkhnechegemskaya (Upper Chegem) volcanic structure (Kabardino-Balkarie, Caucase du Nord)[8]

## Galerie

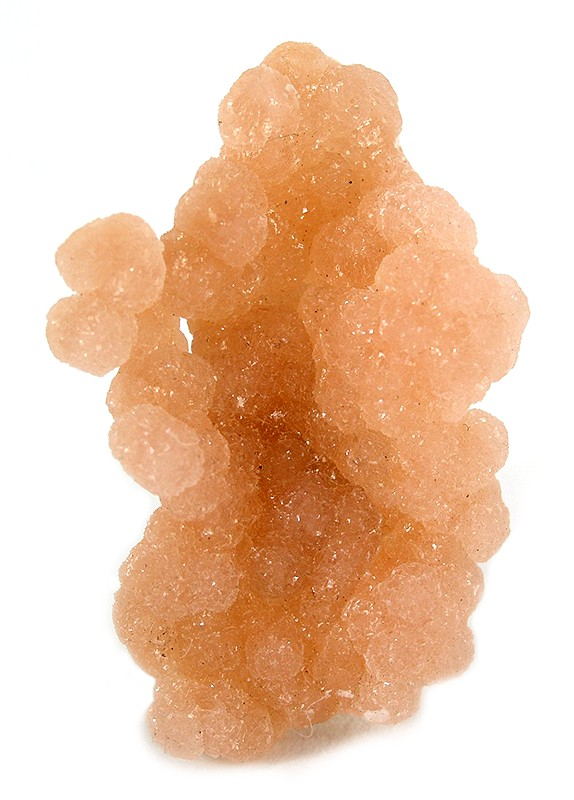
Wessels Mine, Afrique du Sud, 4,0 x 2,5 x 1,4 cm
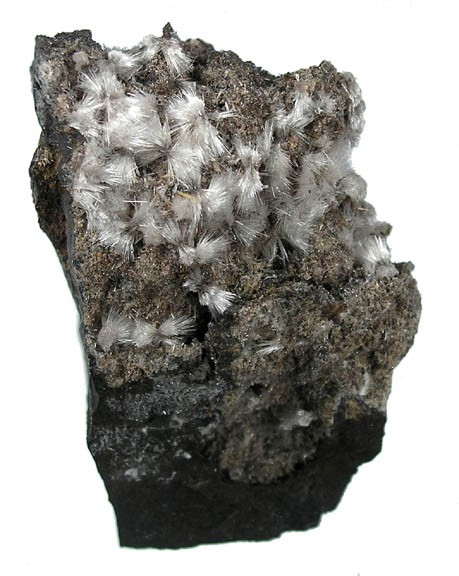
N'Chwaning Mine II, Afrique du Sud, 4,8 x 3,3 x 2,5 cm
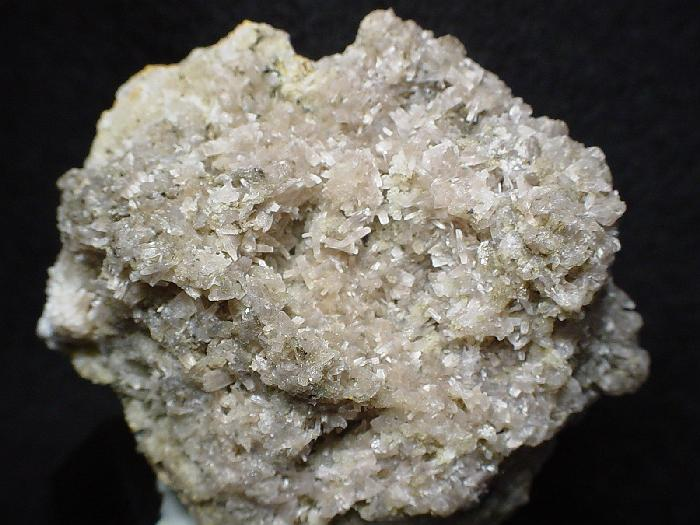
N'Chwaning Mine II, Afrique du Sud, 5 x 6 x 2,5 cm
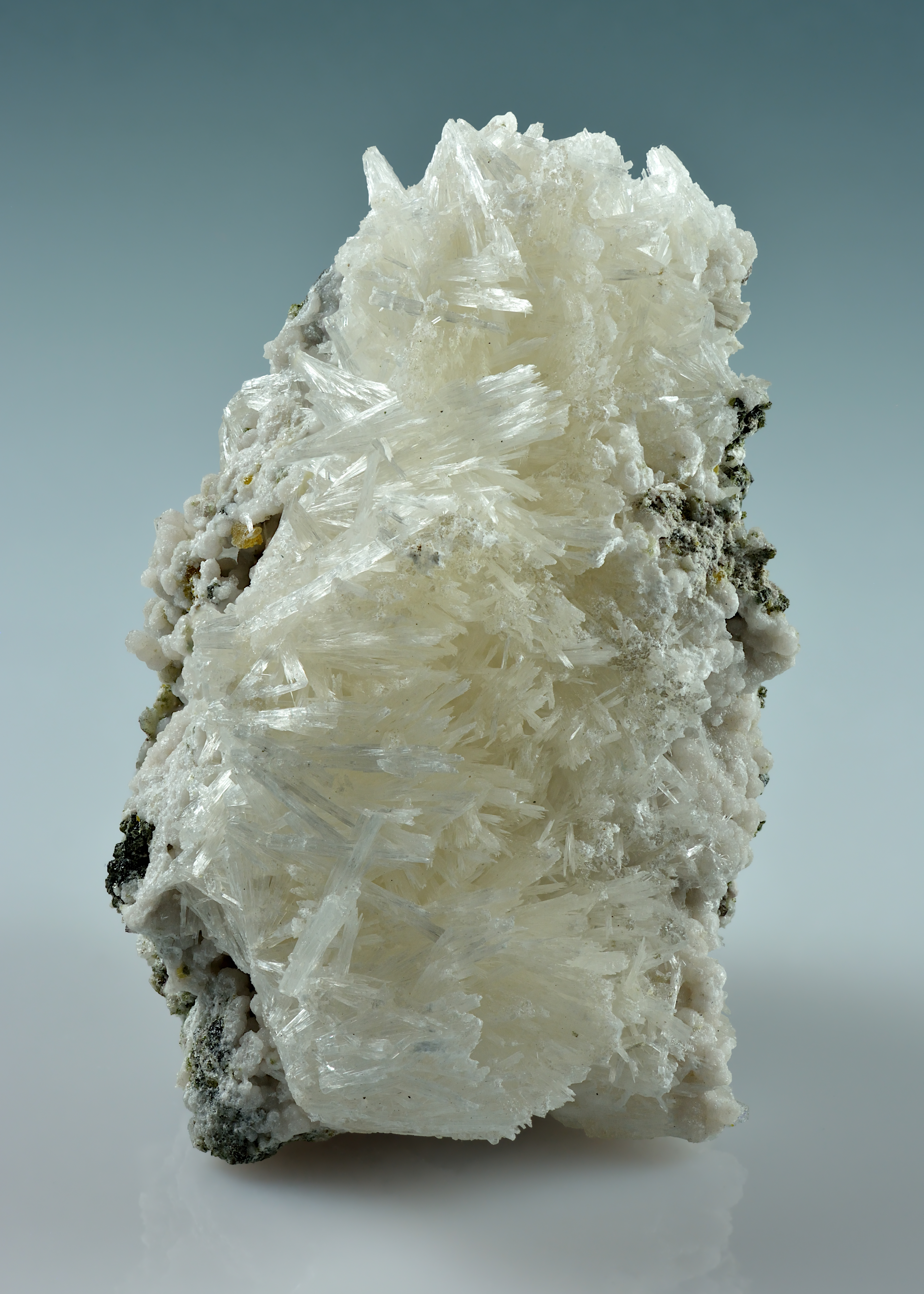
5 × 3 × 3 cm, avec un peu de datolite, de la mine de Shijiangshan dans le xian de Linxi (Mongolie-Intérieure).